# توطئه‌آمیز (فیلم)
توطئه‌آمیز (به انگلیسی: Insidious) یک فیلم فراطبیعی ترسناک آمریکایی است که در سال ۲۰۱۰ به کارگردانی جیمز وان و با بازی پاتریک ویلسون، رز بیرن و باربارا هرشی تولید شد. این اولین قسمت در سری فیلم‌های توطئه‌آمیز می‌باشد. داستان یک زن و شوهر است که پسرشان بدون توضیح وارد کما می‌شود و ارواحی هستند که می‌خواهند از یک بعد دیگری از جهان وارد دنیا شوند و زندگی خود را پس بگیرند و یک بار دیگر زندگی کنند. این فیلم در سینما در تاریخ ۱ آوریل سال ۲۰۱۱ منتشر شد و اولین اکران FilmDistrict بود.
دنباله این فیلم با عنوان توطئه‌آمیز: فصل ۲ در ۱۳ سپتامبر سال ۲۰۱۳ اکران شد.

## داستان
پدر و مادر خانواده لامبرت جاش (پاتریک ویلسون) و رنای (رز بایرن)، فرزندان خود دالتون (تای سیمپکینز) و فاستر (اندرو آستور)، و دختر نوزاد کالی به تازگی به یک خانه جدید نقل مکان کرده‌اند. مدت کوتاهی پس از آن، دالتون سر و صدای بازشدن در اتاق شیروانی را می‌شنود به خودی خود به آنجا کشیده می‌شود، او از یک نردبان در حالی که می‌خواهد چراغ را روشن کند می‌افتد و یک چهره‌ای را در آینه می‌بیند و از ترس جیغ می‌زند، رنای و جاش با عجله به کمک او می‌آیند. روز پس از این واقعه، دالتون به کما می‌رود.
پس از سه ماه درمان بدون نتیجه، رنای و جاش تصمیم می‌گیرند دالتون را به خانه ببرند. بلافاصله، به‌طور فزاینده فعالیت فوق‌العاده‌ای در خانه روی می‌دهد. رنای صداهایی از اتاق بچه که هیچ‌کس آنجا نیست می‌شنود، فاستر می‌گوید که دالتون در خواب راه می‌رود، رنای صورت یک مرد ترسناک را در اتاق کالی می‌بیند، جاش را صدا می‌زنند ولی زمانی که جاش می‌آید ناپدید می‌شود و زنگ خطر در ورودی بارها و بارها بدون هیچ دلیل با بازشدن در جلو به صدا در می‌آید. پس از آن رنای جای دست خونینی را در بستر دالتون می‌یابد، آن را با جاش در میان می‌گذارد اما او آن را نادیده می‌گیرد. در آن شب، در اتاق کالی رنای مورد حمله قرار می‌گیرد و خانواده لمبرت تصمیم می‌گیرند که آن خانه را ترک کنند.
در خانه دوم، رنای یک پسر بچه را در اتاق دالتون می‌بیند و از این اتفاق بسیار وحشت زده می‌شود. مادر جاش، لورن (باربارا هرشی) خواب می‌بیند که هیولایی در اتاق «دالتون» هست و وقتی از آن می‌پرسد که چه از آن‌ها می‌خواهد او به دالتون اشاره می‌کند. در همان زمان، او را با چهره‌ای سرخ در پشت سر جاش می‌بیند و از ترس جیغ می‌زند.
لورن می‌خواهد محققان ماوراءالطبیعه الیز راینر، و تاکر (آنگوس سمپسون) وارد عمل شوند. الیز پس از ورود به خانه متوجه چیز عجیبی می‌شود، او چیزی در سقف می‌بیند، که مشخصات آن با، هیولایی که لورن در خواب دیده بود برابر است.
الیز توضیح می‌دهد که دالتون در اصل در کما نیست؛ او با توانایی‌های که دارد به دنیای ارواح سفر کرده و او بیش از حد سفر کرده‌است و در یک قلمرو به نام «بیشتر» گم شده‌است و توسط آن شیطان شکنجه می‌شود و آن ارواح می‌توانند از بدن بی‌روح دالتون برای وارد شدن در این دنیا استفاده کنند. جاش که دارای شک و تردید است آن‌ها را از خانهٔ خود بیرون می‌کنند، اما هنگامی که متوجه تشابه نقاشی دالتون و شیطان صورت سرخ می‌شود از آن‌ها دوباره کمک می‌خواهد.
الیز جاش را هیپنوتیزم می‌کند که به خانه قبلی برگردد و دالتون را پیدا کند. او به اتاق زیر شیروانی می‌رود در قرمزی را می‌یابد، اما با مردی که به رنای حمله کرده بود روبرو می‌شود ولی او را شکست می‌دهد، جاش وارد لانه خرگوش می‌شود و دالتون را در غل و زنجیر می‌یابد جاش او را آزاد می‌کنند، اما توسط شیطان سرخ روی گرفتار می‌شود. جاش برای مبارزه با آن تلاش می‌کند و بالاخره از دست آن فرار می‌کنند، اما شیطان سرخ روی در تعقیب آنان است. در راه بازگشت جاش متوجه پیر زن ترسناک می‌شود پیرزن در تاریکی پس از فریادهای جاش که مرا تنها بگذار ناپدید می‌شود هنگامی که جاش و دالتون به بدن خود بر می‌گردند ارواح ناپدید می‌شوند.
در پایان این واقعه، الیز شروع به بسته‌بندی وسایل می‌کنند که متوجه می‌شود یک چیزی اشتباه است (دست ترسناک جاش هنگامی که از او عکس‌ها را می‌گیرد)، بنابراین به ناگهان از جاش عکس می‌گیرد جاش با عصبانیت به او می‌گوید، که او دوست ندارد که تصویرش گرفته شود، او سپس الیز را خفه می‌کند. رنای هنگامی که جسد را می‌یابد وحشت زده به دنبال جاش برای اطلاع دادن می‌گردد. او دوربین را بر روی زمین می‌یابد و می‌فهمد که به جای عکس جاش عکس پیر زن ترسناک ظاهر شده‌است که ناگهان جاش پشت سر رنای ظاهر می‌شود.

## بازیگران
- پاتریک ویلسون به عنوان جاش لامبرت
- جاش فلدمن به عنوان جوانی جاش
- رز بیرن به عنوان رنای لمبرت
- لین شی به عنوان الیز راینر
- تای سیمپکینز به عنوان دالتون لمبرت
- باربارا هرشی به عنوان لورن لمبرت
- لی ونل به عنوان مشخصات
- آنگوس سمپسون به عنوان تاکر
- اندرو آستور به عنوان فاستر لمبرت
- هدر به عنوان پرستار کلی
- کوربت پهلو به عنوان پرستار آدل
- روبن پی ال ای به عنوان دکتر سرکرز
- جان هنری بند به عنوان پدر مارتین

## دنباله‌ها
- توطئه‌آمیز: قسمت ۲
- توطئه‌آمیز: قسمت ۳
- توطئه‌آمیز: آخرین کلید
- توطئه‌آمیز: در قرمز